# 柳亭左龍 (2代目)
2代目 柳亭 左龍（りゅうてい さりゅう、安政6年（1859年）1月 - 大正3年（1914年）9月5日）は、東京の落語家で怪談噺を得意とした落語で有名。本名：相沢重五郎。2代目瀧川鯉かんの甥、実兄も芸人で桜川遊孝、実弟は麗々亭柳三、2人娘も日本舞踊の師匠で姉は市山流直派の市山小直。樽職人の家業に生まれから俗に「樽重」、「江戸名残の怪談師」。
最初は4代目麗々亭柳橋の門で青柳で初高座。後に叔父の縁で初代瀧川鯉昇を名乗り「瀧川連」と称して天狗連の真打で活躍。1888年3月には初代麗々亭柳昇と改める、同年6月には盛柳、1891年4月柳門と改めている。
その後初代柳亭左龍の門で小左龍としこのころから本格的な怪談噺を演じるようになる。
初代の存命中の明治30年代には2代目左龍を襲名している、初代の死後は4代目柳亭左楽の門に移って柳派の中核で活躍した。
晩年は欧米文化の浸透で怪談噺も下火になり端席での活動が中心となった。自宅にて病死。
背中一体に刺青を彫っていた。
高座のすだれが上がると、黒く塗った箱を膝前に置き、両脇に黒塗りの箱筒のロウソクを立てて噺の途中まで燈火も消し高座を真っ暗にし前方の箱から赤と青の色火を燃やす、たじろいた客の前を前座の噺家が幽霊に扮して客席を徘徊するという演出をしている。その時に使ったとされる幽霊のお面が残されている。